# Lasioglossum bruneri
Lasioglossum bruneri är en biart som först beskrevs av James Chamberlain Crawford 1902. ingår i släktet smalbin, och familjen vägbin. Inga underarter finns listade i Catalogue of Life.

## Beskrivning
Huvud och mellankropp är metallglänsande gröna med blåaktigt skimmer hos honan, hos hanen mera rent blåa. Mandiblerna (de pariga käkarna) är orange, antennerna till största delen svartbruna, och vingarna halvgenomskinliga med gulbruna ribbor. Bakkroppen är svartbrun, hos honan med rödbruna bakkanter på tergiter och sterniter. Hårbeklädnaden är vitaktig till gulvit, tämligen tät på huvud och mellankropp, speciellt på nedre delen av hanens ansikte. Bakkroppen har mera gles behåring; tergit 2 till 4 hos honan har dock delvis tätare hårväxt. Kroppslängden är 6 till drygt 7 mm hos honan, 5,5 till 6,6 mm hos hanen.
Hanen var länge okänd, och beskrevs inte förrän 1960 av Theodore Mitchell.

## Utbredning
Utbredningsområdet sträcker sig från Ontario i Kanada (där den är tämligen ovanlig) över västra USA till södra Georgia med östgräns från Nebraska till New Mexico och Texas.

## Ekologi
Habitatet utgörs främst av slätter med blandskog. Arten är polylektisk, den flyger till blommande växter från omkring 13 familjer. 
Den är sannolikt ettårigt samhällsbildande (som exempelvis humlor), och bygger sina bon på marken.